# علي تادروس
ألكسندرا جينيفر «علي» تادروس (من مواليد نوفمبر 1986) هي مغنية وكاتبة أغاني أمريكية  معروفة بأسلوبها في انتقاء الأصابع  وانصهارها بين موسيقى ذات التأثيرات البوب والفولكلور والمكسيكية والشرق أوسطية. قدمت عروضاً في جميع أنحاء الولايات المتحدة وفرنسا وألمانيا وإيطاليا وسويسرا والمملكة المتحدة.